# Кшановський Станіслав Адольфович
Ста́ніслав А́дольфович Кша́новський (18 лютого 1912, с. Підлісний Мукарів, Подільська губернія, нині Кам'янець-Подільський район Хмельницька область — 26 лютого 1990, м. Київ) — український радянський доктор медичних наук, професор, фтизіатр-пульмонолог.

## Біографія
Кшановський Станіслав Адольфович народився 18 лютого 1912 року в селі Підлісний Мукарів на Поділлі. У 1922—1929 роках навчався у Підлісномукарівській неповній середній школі. Після школи працював слюсарем на заводі у Макіївці. Згодом вступив до Донецького медичного інституту, який закінчив у 1937 році. Здобувши професію лікаря-терапевта, працював у дитячій лікарні м. Донецька, а згодом став головним лікарем цієї лікарні. Пізніше його було запрошено клінічним ординатором в інститут на кафедру дитячих хвороб.
На часі німецько-радянської війни у складі 146-го медсанбату 141-ї стрілецької дивізії він командував госпітальною ротою. У важких оборонних боях був поранений, контужений та потрапив у полон. У квітні 1945 року, після звільнення з полону Кшановський повернувся в рідне село. Пройшовши «перевірки», був поновлений в партії та призначений головним лікарем обласного дитячого протитуберкульозного санаторію в с. Маліївці (нинішній Кам'янець-Подільський район).
Станіслав Адольфович велике значення надавав виховній роботі та збирав матеріали для наукової роботи. Свої 10-річні спостереження Кшановський узагальнив у кандидатській дисертації, яку успішно захистив у 1957 році. У 1959 році його було обрано за конкурсом на посаду завідувача клініки туберкульозу та диференціальної діагностики захворювань легень у дітей та підлітків Київського НДІ фтизіатрії та пульмонології імені Ф. Г. Яновського (нині — Національний інститут фтизіатрії і пульмонології імені Феофіла Яновського НАМН України). У 1967 році Кшановський захистив докторську дисертацію, а у 1972 році йому було присвоєно звання професора.
Понад 20 років Станіслав Адольфович виконував обов'язки головного фтизіатра Української РСР. Виступаючи з доповідями на з'їздах та науково-практичних конференціях фтизіатрів, педіатрів, пульмонологів, при проведенні занять на базі керованої ним клініки на короткотермінових (знаменитих «тритижневих») профільних циклах вдосконалення лікарів.
Станіслав Адольфович пішов із життя 26 лютого 1990 року та похований на Байковому кладовищі у Києві.

## Доробок
Він є автором 133 наукових праць, чотирьох монографій, дві з яких — перші книжки з диференціальної діагностики захворювань легень у дітей та підлітків, що були видані в СРСР. Кшановський був дописувачем галузевих часописів. На сторінках наукових журналів порушував різні проблеми захворювань туберкульозом.
У рукописі своїх спогадів «Поруч зі смертю (нотатки військового лікаря)» Кшановський розповідає про самовіддану працю наших медиків, які застосовували унікальні методи надання медичної допомоги хворим та пораненим у неймовірно важких умовах війни.

### Праці
Кшановський є автором багатьох наукових праць з профілактики і лікування дітей, уражених туберкульозною інтоксикацією, зокрема:
- Тривала антибактеріальна терапія дітей та підлітків, хворих на кавернозний туберкульоз // ПАГ. — 1958. — № 6.
- Эффективность ревакцинации БЦЖ внутрикожным методом // ВД. — 1964. — № 9.
- Профилактика и ранняя диагностика туберкулеза органов дыхания у детей и подростков // ПТуб. — 1966. — № 10.
- Противотуберкулезная иммунизация детей и подростков внутрикожным методом. — К., 1971.
- Дифференциальная диагностика туберкулеза легких у детей и подростков. — К., 1974.
- Профилактика туберкулеза у детей и подростков. — К., 1985 (співавт.).

## Учні
Під керівництвом С. А. Кшановського було виконано сім кандидатських та одна докторська дисертація. Серед його учнів такі відомі спеціалісти як академік АМН України Ю. І. Фещенко, професор В. П. Костроміна, кандидат медичних наук Н. М. Шаповал та багато інших.

## Нагороди
Його заслуги як захисника Батьківщини та як самовідданого трудівника на ниві боротьби за здоров'я людей відзначено орденами Вітчизняної війни II ступеня, «Знак Пошани», медалями «За трудову доблесть», «За доблесну працю у Великій Вітчизняній війні 1941—1945 рр.» та іншими медалями.